# Ferngully 2
FernGully 2: The Magical Rescue es una película animada de 1998. Es una secuela de FernGully: Las Aventuras de Zak y Crysta.

## Argumento
Un lujoso espectáculo musical, con cuidadosas canciones que continúa en la estela de uno de los mayores éxitos del género de animación, FernGully. Los personajes de aquella, Murcy (el loco y simpático murciélago), Crista y Pips, pequeños habitantes de los árboles del bosque de FernGully, deben unirse para salvar a los cachorros que habitan en el bosque mágico, para lo cual vivirán innumerables aventuras. La acción comienza cuando los cachorros son secuestrados por unos perversos traficantes sin escrúpulos que quieren venderlos para ganar dinero. Los tres protagonistas, con ayuda de sus amigos, Los Peloteros, trazan un ingenioso plan para liberarles e inician una persecución de la malvada pandilla, que tiene una apariencia muy peligrosa.

## Voces
- Laura Erlich: Crysta
- Digory Oaks: Pips
- Erik Bergmann Murcy y el capitán
- Connie Champagne: Budgie
- Holly Conner as Nugget, Bandy, Mrs. K, Voces Adicionales
- Harry Joseph: Boss
- Gary Martin: Mac
- Matt K. Miller: Batty
- Westin Peace es Sr.Risas